# Усть-Бороуйськ
Усть-Бороу́йськ (рос. Усть-Бороуйск) — селище у складі Китмановського району Алтайського краю, Росія. Входить до складу Сунгайської сільської ради.

## Населення
Населення — 69 осіб (2010; 99 у 2002).
Національний склад (станом на 2002 рік):
- росіяни — 100 %